# Bernalillo
Bernalillo es un pueblo ubicado en el condado de Sandoval en el estado estadounidense de Nuevo México. En el Censo de 2010 tenía una población de 8320 habitantes y una densidad poblacional de 650,01 personas por km².

## Geografía
Bernalillo se encuentra ubicado en las coordenadas 35°18′45″N 106°33′15″O / 35.31250, -106.55417. Según la Oficina del Censo de los Estados Unidos, Bernalillo tiene una superficie total de 12,8 km², de la cual 12,37 km² corresponden a tierra firme y (3,32%) 0,42 km² es agua.

## Demografía
Según el censo de 2010, había 8320 personas residiendo en Bernalillo. La densidad de población era de 650,01 hab/km². De los 8320 habitantes, Bernalillo estaba compuesto por el 63,16% blancos, el 0,89% eran afroamericanos, el 5,28% eran amerindios, el 0,49% eran asiáticos, el 0,11% eran isleños del Pacífico, el 27,87% eran de otras razas y el 2,2% pertenecían a dos o más razas. Del total de la población el 69,76% eran hispanos o latinos de cualquier raza.